# Леще (гміна Костелець)
Леще (пол. Leszcze) — село в Польщі, у гміні Костелець Кольського повіту Великопольського воєводства. Населення — 200 осіб (2011).
У 1975-1998 роках село належало до Конінського воєводства.

## Демографія
Демографічна структура станом на 31 березня 2011 року:
|          | Загалом | Допрацездатний вік | Працездатний вік | Постпрацездатний вік |
| -------- | ------- | ------------------ | ---------------- | -------------------- |
| Чоловіки | 98      | 19                 | 65               | 14                   |
| Жінки    | 102     | 21                 | 46               | 35                   |
| Разом    | 200     | 40                 | 111              | 49                   |